# Mighty Morphin: Power Rangers
Mighty Morphin: Power Rangers este un serial despre 5 tineri chemați de Zordon (David Fielding) să le dea niște transformatoare pentru a deveni rangeri. Zordon îi spusese lui Alpha 5 să găsească niște tineri talentați care să salveze lumea.Se hotărăsc cei 5 tineri să devină rangeri neavând de ales cei 5 rangeri sunt: rangerul galben Trini (Thuy Trang), rangerul negru Zack (Walter Emanuel Jones), rangerul roz Kimberly (Amy Jo Johnson), rangerul albastru Billy (David Yost) și ultimul rangerul roșu Jason (Austin St. John). Între timp li se mai alătură un tânăr rangerul verde Tommy (Jason David Frank). Aceștia sunt ajutați în lupte de robotul Alpha 5 (Richard Steven Horvitz) care le trimite echipament. A fost difuzat în Romania pe Pro TV în 1999 și subtitrat în limba română, este singura serie Power Rangers ce nu fusese subtitrată în română.

## Început de serial
Este vorba de cinci adolescenți (de fapt șase) care se hotărăsc să fie recrutați la salvarea lumii. Jason, Billy, Trini, Kimberly, Zack și Tommy sunt eroii noștri Power Rangers.

## Date despre serial

### Început de serial
În casa domnului Zordon se află baza Power Rangers locul unde s-au transformat în Power Rangers.

### Rangerii
- Jason Lee Scott - el a fost rangerul roșu original, desigur că el a fost chiar și liderul Power Rangers,în sezonul 2 Rocky îi i-a locul.

- Zack Zachary Taylor - el a fost rangerul negru original,în sezonul 2 Adam îi i-a locul.

- Trini Kwan - ea a fost rangerul galben original,în sezonul 2 Aisha îi i-a locul.

- Kimberly Ann Hart - ea a fost rangerul roz original,în sezonul 3 Katherine îi i-a locul.

- Billy Cranston - el este rangerul albastru original neschimbat.

- Tommy Thomas Oliver - el este rangerul verde original,în sezonul 2 a devenit rangerul alb.

- Rocky DeSantos - el este noul ranger roșu după ce Jason a renunțat.

- Aisha Campbell - ea este noul ranger galben după ce Trini a renunțat.

- Adam Park - el este noul ranger negru după ce Zack a renunțat.

- Katherine Kat Hillard - ea este noul ranger roz după ce Kimberly a renunțat în sezonul 3.

### Aliații
- Zordon - este stăpânul rangerilor le spune mereu adevărul despre rangeri.

- Alpha 5 - este robotul asistent a lui Zordon el îi ajută pe rangeri oferindu-le echipamentele necesare pentru misiuni.

- Masked Rider - este un erou de pe planeta Edenoi, planeta lui Alpha 5 de acasă.

- Ninjor - este un robot construit de Alpha 5 sub îndrumarea lui Zordon, apare abia în sezonul 3 când rangerii au căpătat costume de ninja.

- Bulk Farkus Bulkmeier și Skull Eugene Skullovitch - sunt doi băieți șmecheri unul gras celălalt slab poartă costume din piele neagră care au aflat de Jason, Billy, Trini, Zack, Kimberly și Tommy că sunt rangeri își bat joc de ei și râd de ei,uneori cad ca proștii, pe lângă asta se și sperie ca proștii. Sunt elevi la aceeași școală unde învață Jason, Billy, Trini, Zack, Kimberly și Tommy în primul sezon, în al doilea sezon când apar Rocky, Aisha și Adam la fel încep să se dea în stambă. Și pe Katherine în cel de al treilea sezon.

- Angela - este o fată de care Zack era îndrăgostit a continuat să arate o impresie bună și a ieșit cu ea la întâlnire mai mult de supărarea ei ea ar înjosi, de multe ori Zack pentru încercările sale.

- Ernie - este patron și proprietar la Youth Center el ar putea fi văzut de multe ori în spatele tejghelei unui bar cu sucuri și, uneori, ar putea dispensa de consiliere pentru adolescenți.

- Domnul Kaplan - este director principal la școală, care încurajează studenții cu activități extracuriculare, este chel.

### Inamicii
- Rita Repulsa - ea dorește să facă rău omenirii trimițând diverse creaturi care mai de care mai ciudate, ea l-a  creat pe Tommy rangerul verde atunci care l-a început îi spusese să atace pe ceilalți rangeri a reușit să distrugă aparatura pe care o folosea Alpha 5 să le dea echipamente rangerilor și să comunice cu ei în același timp. Însă Billy care este un specialist priceput la aparatură a reușit să repare aparatura. Când l-au învins pe Tommy și i-a scos răutatea din el datorită unei săbii trimise de Rita Repulsa care avea energie verde in ea și care îl făcea rău și violent dar Jason s-a luptat cu el și a reușit să i-a sabia lui Tommy și a trebuit să li se alăture celorlalți rangeri și să devină rangerul alb.

- Lordul Zedd - el este stăpânul creaturilor dorește rău omenirii la fel ca și Rita Repulsa.

- Goldar - este unul din sclavii lui Zedd și dorește să le i-a puterile rangerilor odată pentru totdeauna,a reușit în primul sezon să le i-a monezile care simbolizau animalele care îi reprezentau fără acestea ei numai puteau fi rangeri niciodată până când Tommy rangerul verde atunci reușește să aducă înapoi la bază monezile pentru a putea să se transforme din nou în rangeri.

- Terror Toad - este un monstru trimis de Zed stăpânul creaturilor să atace pe rangeri însă el și atacă pe rangeri dar și înghite pe rangeri.

- Pudgy Pig - tot un monstru trimis de Zed stăpânul creaturilor să atace pe rangeri la fel ca și Terror Toad înghite rangerii.

- Face Stealer - este un monstru trimis de Rita Repulsa, și descoperit de Squatt și Baboo! rangerii vizitau la acel moment un muzeu, unde au aflat de acest monstru, polițiștii fiind Bulk și Skull la acel muzeu, iar Rita Repulsa vede și află de acest monstru, pe care îl consideră folositor, și sparge vaza în care se afla el! monstrul iese la suprafață, iar Rita Repulsa îl trimite să își facă treaba! problema este că acestui monstru, îi place să fure fețele oamenilor! deci mare atenție la el! la început, rangerii se luptă cu el, însă le iese în cale, Bulk și Skull! practic cei doi Bulk și Skull, sunt primii care își pierd fețele, o rază laser albastră le face să le dispară fețele, fiind foarte speriați și panicați! după ei, rangerii se luptă cu monstrul, dar sfârșesc prin pierderea fețelor! cel puțin Adam rangerul negru își pierde fața, Aisha rangerul galben, încerca să îl ajute, dar și ea își pierde fața! astfel rangerii, numai continuă lupta! și se întorc la bază! Zordon apoi le cere la restul rangerilor, să îi demaște pe Adam și pe Aisha, dar ei numai au fețele! în acest sens, Zordon, zice spune! rangerilor, ce ați făcut, v-am zis spus, să aveți grijă, că nu e de joacă! ați pierdut doi rangeri buni! acum numai rămâne de făcut, decât să omorâți monstrul! și să aduceți fețele oamenilor înapoi! în minus astfel Rocky rangerul roșu, Billy rangerul albastru, Kimberly rangerul roz, Tommy rangerul alb, trebuie să facă ceva și să oprească monstrul, că să nu le fure și lor eventual fețele! se duc la muzeul pe care l-au vizitat, și acolo împrumută niște măști, cu care să sperie monstrul! Directoarea le răspunde amuzant oarecum, Power Rangers ce căutați aici! iar ei răspund că au nevoie de măștile acelea! și totodată să îl și distrugă! reușesc să îl distrugă! iar toate fețele, cât și cele lui Adam și Aisha, se întorc la bază! dar acolo la bază e totuși o problemă, pentru că de întors, s-au întors dar tot se mai întâmplă ceva, adică își pierd personalitățile, mentalitățile, dar după ce se rezolvă această problemă, se întorc după ceilalți rangeri! după ce au distrus monstrul, și Bulk și Skull, le mulțumesc rangerilor pentru ajutorul acordat.

- Rito Revolto

- Scorpina

- Finster

- Squatt - este unul din ajutoarele lui Rita Repulsa, aceștia au făcut multe rele rangerilor, de exemplu când rangerii jucau volei, și au obosit, au băut din pahare o substanță pusă în sucul lor, doar Kimberly și Billy, și au devenit agresivi! iar la școală se comportau, ca niște bătăuși! dar această problemă s-a rezolvat, când Zordon și Alpha le-au dat un suc care i-a oprit, în a fi agresivi! bătăuși!, dar tot ei aduc la viață monștri!.

- Baboo - este unul din ajutoarele lui Rita Repulsa, aceștia au făcut multe rele rangerilor, de exemplu când rangerii jucau volei, și au obosit, au băut din pahare doar Kimberly și Billy, și au devenit agresivi! iar la școală se comportau, ca niște bătăuși! dar această problemă s-a rezolvat, când Zordon și Alpha le-au dat un suc care i-a oprit, în a fi agresivi! bătăuși!, dar tot ei aduc la viață monștri!.

- Master Vile

- Lokar

- Hydro Hog

- Putty Patrollers

- Tenga Warriors

- King Sphinx

- Mighty Minotaur

- Bones

- Giant

- Gnarly Gnome

- Eyeguy

- Madam Woe

- Snizard

- Chunky Chicken

- Ticklesneezer

- Trumpet Top

- Pipebrain

- Turbanshell

- Guitardo

- Stag Beetle

- Ocotphantom

- Robogoat

- Bloom of Doom

- Saliguana

- Pirantishead

- Vampirus

- Artistmole